# New Town, Edinburgh
New Town (Thị trấn mới) là một khu vực trung tâm Edinburgh, thủ đô của Scotland. Đây là kiệt tác về quy hoạch kiến trúc được xây dựng trong các giai đoạn từ năm 1767 đến khoảng 1850 và vẫn giữ lại được phần lớn kiến trúc Tân cổ điển và Georgian. Con đường nổi tiếng nhất là phố Hoàng tử đối diện với lâu đài Edinburgh và thị trấn cũ, cắt qua vùng trũng Nor Loch trước đây. Cùng với Thị trấn cũ của Edinburgh, khu vực này đã được UNESCO công nhận là Di sản thế giới từ năm 1995.

## Kế hoạch
Ý tưởng về một thị trấn mới lần đầu tiên được đề xuất vào cuối thế kỷ 17 khi Công tước xứ Albany và York (sau này là vua James II của Anh). Khi ủy viên hoàng gia tại Holyrood khuyến khích ý tưởng về việc thiết lập một chế độ cai trị mở rộng về phía bắc của thành phố và một cây cầu phía Bắc. Ông đã cấp cho thành phố một khoản trợ cấp.
Có thể nhờ sự bảo trợ đó, New Town có thể đã được xây dựng sớm hơn nhiều năm so với trước đây, nhưng vào năm 1682, Công tước rời khỏi thành phố và trở thành vua vào năm 1685, chỉ để mất ngai vàng vào năm 1688. Quyết định xây dựng một thị trấn mới đã được thực hiện bởi những người sinh ra ở đó, sau khi Thị trấn cũ trong những bức tường thành phố trở lên quá đông đúc. Thời kỳ Khai sáng lan đến Edinburgh, và thành phố cũ lỗi thời không còn phù hợp với tầng lớp chuyên môn cao và thương gia sống ở đó. Lord Provost George Drummond đã thành công trong việc mở rộng ranh giới của thị trấn hoàng gia để bao gồm các cánh đồng ở phía bắc của Nor Loch lúc đó đang bị ô nhiễm nặng nề nguồn nước. Một kế hoạch thoát nước Nor Loch đã được tiến hành, mặc dù quá trình này chưa hoàn thành trọn vẹn cho đến năm 1817. Các điểm giao cắt được xây dựng để tiếp cận vùng đất mới, đó là cầu Bắc vào năm 1772, gò đất Earthen như một nơi tập kết vật liệu trong quá trình thi công New Town. The Mound vẫn còn tồn tại cho đến ngày nay.
Các giai đoạn phát triển kế tiếp của New Town, người giàu chuyển lên những ngôi nhà lớn bên những con đường mang kiến trúc Georgian ở phía bắc từ những khu nhà chật chội. Tuy nhiên, những người nghèo vẫn phải ở thị trấn cũ. 